# Alphonse Stengelin

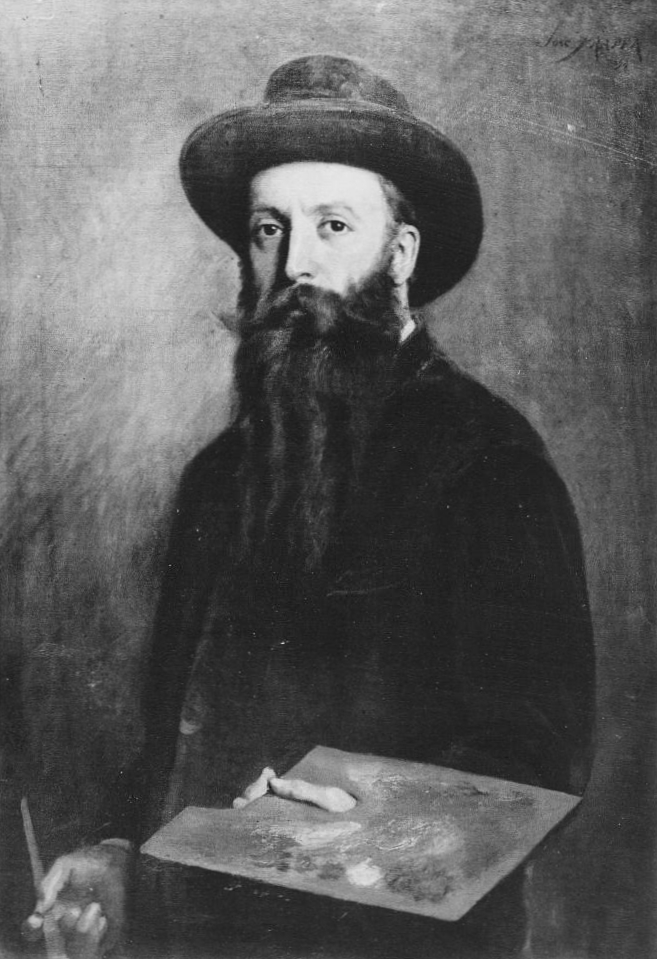
Alphonse Stengelin, Gemälde von José Frappa

Alphonse Stengelin, auch Stengelin van Katwijk (* 26. September 1852 in Lyon; † 12. März 1938 in Satigny) war ein französischer Porträt- und Landschaftsmaler, Graveur, Radierer und Lithograf.

## Leben
Stengelin war ein Kind schweizerischer Eltern aus St. Gallen. Sein Vater war im Finanzwesen tätig und vermachte ihm ein ausreichendes Vermögen, das ihm ein finanziell unabhängiges Leben sicherte. Er wurde in Frankreich geboren und lebte überwiegend dort und in den Niederlanden. Er war Schüler von Joseph Guichard, Professor an der Lyoner École des Beaux Arts, Fleury Chenu und Némorin Cabane. In dieser Zeit entwickelte sich die Freundschaft zu Jean Seignemartins. Er wurde durch die Werke von Jan van Goyen, Jacob van Ruisdael oder Rembrandt van Rijn stark beeinflusst, deren Werke er studierte. Er unternahm zudem Studienreisen nach Florenz, Montpellier, München und Paris. Stengelins Gemälde zeigen überwiegend niederländische Landschaften. Da er diese besonders mochte, hatte er die Niederlande zu seiner Wahlheimat erklärt. Er lebte manchmal in Dordrecht oder in Drenthe und für einige Zeit in der Künstlerkolonie Katwijk, wo er zumeist Bilder des Meeres malte. Dafür ließ er sich eine mobile Hütte fertigen, um die See besser beobachten zu können. In Hooghalen hatte er ein kleines Atelier, ebenso wie in Paris am Place Pigalle, wo er sich mit Pierre Puvis de Chavannes und Benjamin Constant traf. Er signierte seine Werke mit Stengelin van Katwyk. 1907 wurde dort eine Straße nach ihm „Stengelinstraat“ benannt. Trotz seiner Reisen und Aufenthalte im Ausland blieb Stengelin seiner Geburtsstadt Lyon verbunden, in deren Vorort Écully er jedes Jahr für einige Monate weilte. Zuletzt lebte er in Satigny im Kanton Genf.

## Werke (Auswahl)
Seine Werke gelangten unter anderem in das Musée du Luxembourg, das Musée des Beaux-Arts Lyon, das Mesdag Museum in Den Haag oder in das Rijksmuseum Amsterdam.
| Bild | Titel (Entstehungsjahr)           | Größe, Material               | Ausstellung/Sammlung/Besitzer |
| ---- | --------------------------------- | ----------------------------- | ----------------------------- |
|      | Landschaft in Drenthe (1875–1910) | 61 cm × 79 cm Öl auf Leinwand | Rijksmuseum in Amsterdam      |
|      | Wald mit Birken (1875–1910)       | 41 cm × 31 cm Öl auf Leinwand | Rijksmuseum in Amsterdam      |